# Dacia Sandero II
Pour l’article homonyme, voir Dacia Sandero.
La Dacia Sandero II est une automobile du groupe Renault commercialisée sous la marque Dacia en Europe, au Maghreb, en Turquie et en Israël et sous la marque Renault sur les autres marchés. Elle a été conçue sur la base de la Logan II. Elle est dévoilée lors du Mondial de l'automobile de Paris 2012 en septembre 2012. Elle succède à la première génération de Sandero.
C'est la version 5 portes de la Dacia Logan II.

## Présentation
Vendue en dehors de l'Europe sous la marque Renault avec un positionnement haut de gamme, elle est vendue en Europe comme une voiture économique sous la marque Dacia. La Sandero est davantage commercialisée sous la marque Renault que sous celle de Dacia. En 2014, 351 126 Sandero ont été produites, 182 071 Renault et 169 055 Dacia.

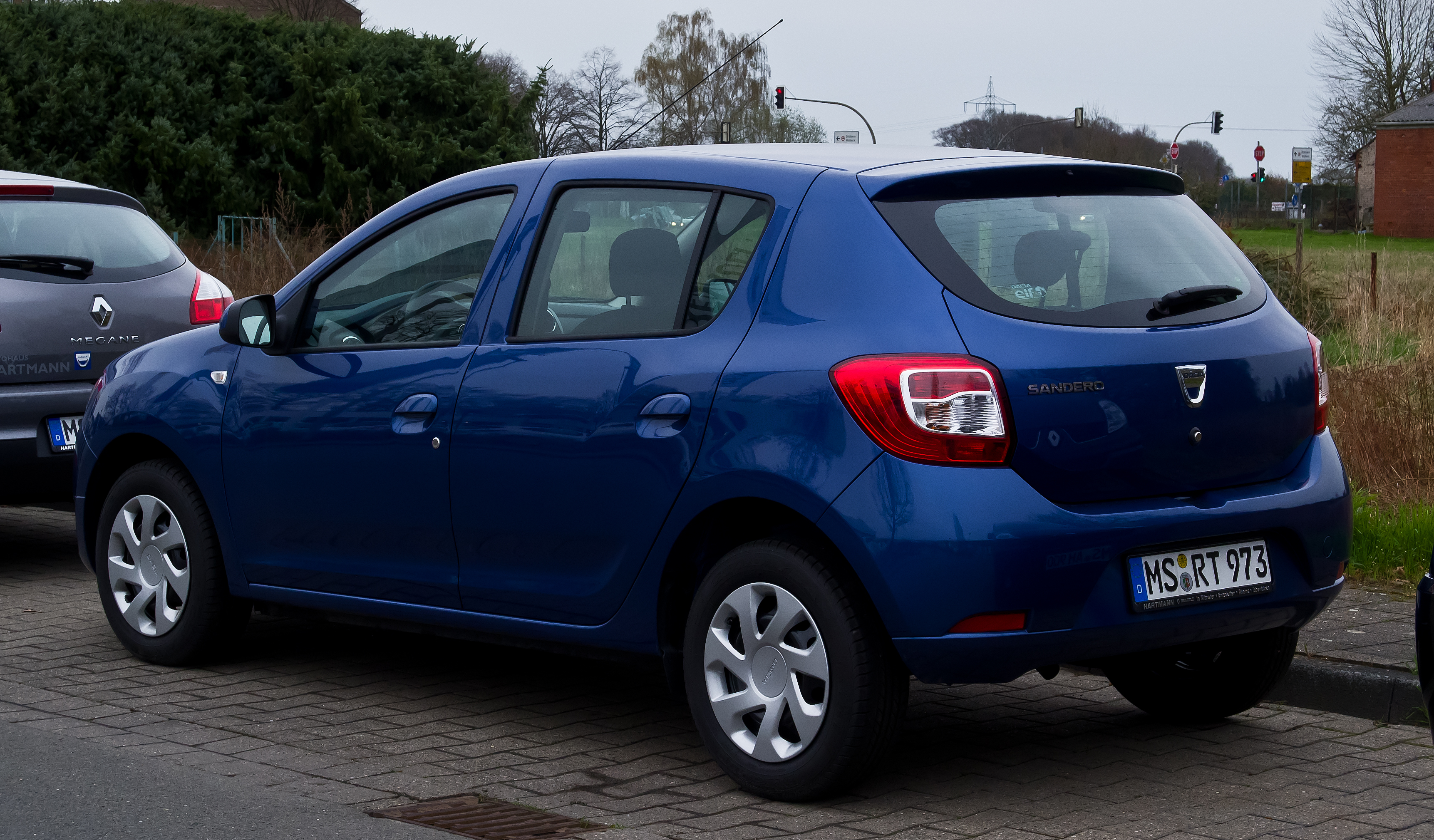
Dacia Sandero II phase 1

La Dacia Sandero II partage 80 % de ses pièces avec la Dacia Logan II: du bouclier avant jusqu'au montants centraux en passant par la plate-forme, tout est en commun, ce qui permet de conserver le même prix que la 1re génération tout en offrant un équipement de série plus complet tel que l'ABS, ESP, airbags frontaux et latéraux, direction assistée, feux de jour.
Cette Sandero est un succès, car avec 42 841 exemplaires vendus, elle atteint la sixième place des ventes en France en 2013, juste derrière la Renault Mégane III.
À partir du juin 2016, l'usine de Renault en Algérie assemble une Sandero spécialement pour le marché algérien, en finition Stepway extrême.

### Production et ventes
La Dacia Sandero II est produite dans six villes différentes :
- Piteşti (Roumanie) jusqu'en 2022[4]
- Oran (Algérie)[5],[6]
- Casablanca et Tanger (Maroc) jusqu'en 2021 à Tanger[7],[8] et 2023 à Casablanca[9]
- Curitiba (Brésil) jusqu'en 2022 pour les versions non-Stepway[10]
- Envigado (Colombie)
- Córdoba (Argentine) depuis 2016[11]

Le graphique ci-dessous représente le nombre de Sandero II vendues en tant que voitures particulières en France durant toutes les années de sa carrière ; l'année 2012 comprend également les chiffres de vente de la Sandero I. Les chiffres de l'année 2020 sont à interpréter différemment à cause de la pandémie de Covid-19 qui a engendré d'importants problèmes économiques.
Pour des raisons techniques, il est temporairement impossible d'afficher le graphique qui aurait dû être présenté ici.

| Année | Nombre de véhicules vendus en France   | Évolution par rapport à l'année précédente |
| ----- | -------------------------------------- | ------------------------------------------ |
| 2012  | 27 409 (toutes générations confondues) | -                                          |
| 2013  | 42 841                                 | -                                          |
| 2014  | 44 357                                 | + 4 %                                      |
| 2015  | 45 264                                 | + 2 %                                      |
| 2016  | 56 199                                 | + 24 %                                     |
| 2017  | 61 481                                 | + 9 %                                      |
| 2018  | 70 077                                 | + 14 %                                     |
| 2019  | 69 343                                 | - 1 %                                      |
| 2020  | 53 354                                 | - 23 %                                     |

À partir de 2017, la Dacia Sandero II est première en termes de volume de vente de voitures neuves en Europe aux clients particuliers.

### Caractéristiques techniques
Par rapport à sa devancière, l'architecture électronique de la Sandero passe au multiplexage. Le Stop&Start devient un équipement de série et les moteurs diesel reçoivent un piège à oxydes d'azote (NOx).
| Modèle               | Cylindrée (cm3) | Puissance maximale (ch) | Couple maximal (N m)     | Vitesse maximum (km/h) | Conso. Mixte constructeur (l/100 km) | Émissions de CO2/km en g |
| -------------------- | --------------- | ----------------------- | ------------------------ | ---------------------- | ------------------------------------ | ------------------------ |
| 1.2 16v              | 1 149           | 75                      | 107                      | 162                    | 5,8                                  | 130                      |
| 1.0 SCe 75 (Phase 2) | 999             | 73                      | 97                       | 158                    | 5,2                                  | 117                      |
| 0.9 TCe 90           | 898             | 90 (95 avec Overboost)  | 140 (150 avec Overboost) | 175                    | 4,9                                  | 109/110 EASY-R           |
| 0.9 TCe 90 Stepway   | 898             | 90 (95 avec Overboost)  | 140 (150 avec Overboost) | 168                    | 5,1/5,1 EASY-R                       | 115/114 EASY-R           |
| 1.0 TCe 100          | 999             | 100                     | 160                      | 181                    |                                      |                          |
| 1.5 DCi 75           | 1 461           | 75                      | 200                      | 164                    | 3,5                                  | 90                       |
| 1.5 DCi 90           | 1 461           | 90                      | 220                      | 173                    | 3,5/3,6 EASY-R                       | 90/92 EASY-R             |
| 1.5 DCi 90 Stepway   | 1 461           | 85                      | 220                      | 167                    | 3,8                                  | 98                       |

Depuis le passage à la norme EURO 6, le moteur essence TCe 90 voit sa valeur de couple maximal passer à 140 N m au lieu de 135 auparavant, et dispose de la fonction "Overboost" qui permet d'atteindre temporairement une puissance de 95 ch et un couple de 150 N m.
Depuis la fin 2015, Dacia propose une boîte automatique baptisée EASY-R en option à 600 €, développée avec l'allemand ZF. Elle est disponible sur les versions Lauréate et Stepway en TCe 90, et depuis début 2016 sur le 1.5 DCi 90. Boîte 5 rapports en essence, 6 en Diesel. Il s'agit d'une boîte manuelle robotisée : 2 actionneurs électriques (robots) prennent en charge la fonction embrayage/débrayage et le changement de rapport. Deux modes de conduites : Automatique et manuel. La fonction de rampage permet à la voiture de démarrer sans caler en lâchant simplement la pédale de frein (pente maxi 4 %).

### Finitions
Elle propose en option sur certaines versions : le régulateur/limiteur de vitesse, l'aide au stationnement arrière, le système de navigation tactile Média-Nav.
La Sandero est déclinée dans une nouvelle finition appelée Sandero Black Touch depuis fin 2014 mais a été remplacée en 2015 par la série spéciale "10 ans" pour célébrer les 10 ans de Dacia en Europe de l'Ouest, déclinée également sur les Logan, Duster, Lodgy et Dokker.
- Sandero
- Access
- Essentiel
- Ambiance
- Lauréate
- Prestige (non disponible en France)
- Stepway Urban
- Stepway
- Stepway Ambiance
- Stepway Prestige
- Stepway Extrême (en Algérie)
- Stepway Explorer
- Stepway Advance

#### Séries spéciales
- Escape
- City+

## Phase 2

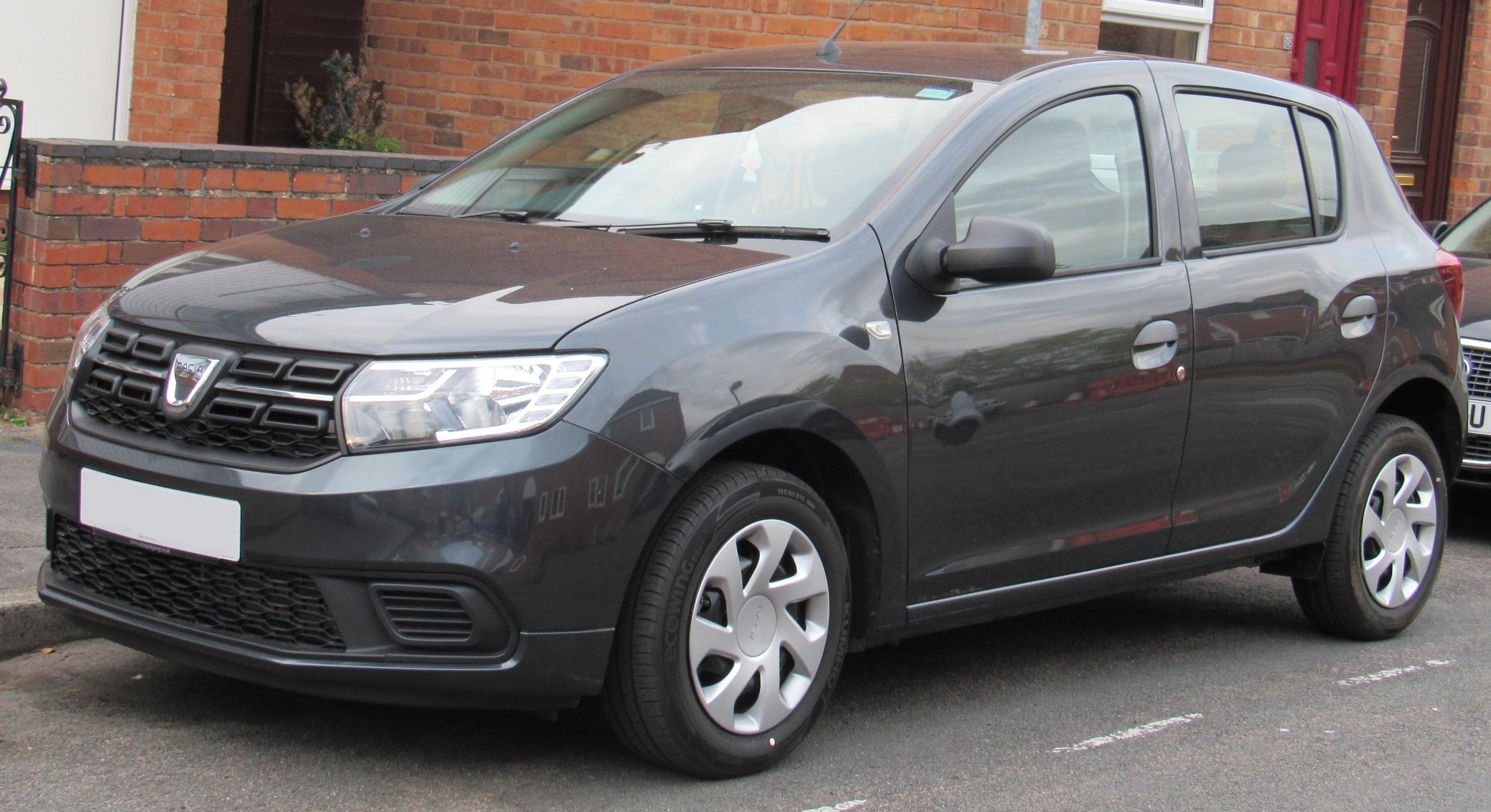
Dacia Sandero II phase 2

La Sandero restylée est dévoilée au Mondial de l'automobile de Paris 2016.
Le design avant évolue avec une calandre inspirée du Duster, un nouveau bouclier, de nouvelles optiques avec feux diurnes à LED intégrés ainsi que de nouveaux feux arrière. Dacia dévoile ainsi une nouvelle signature visuelle qui a été progressivement déclinée par la suite, sur l'ensemble de la gamme Dacia.
La gamme est légèrement remaniée, quelques aménagements intérieurs font leur apparition et les commandes de vitres électriques intègrent désormais les contre-portes. Les clignotants sont désormais à impulsion.
Le Stepway devient désormais la finition haute de la gamme. Il remplace l'ancien Stepway Prestige et arbore certains détails esthétiques qui lui sont propres.

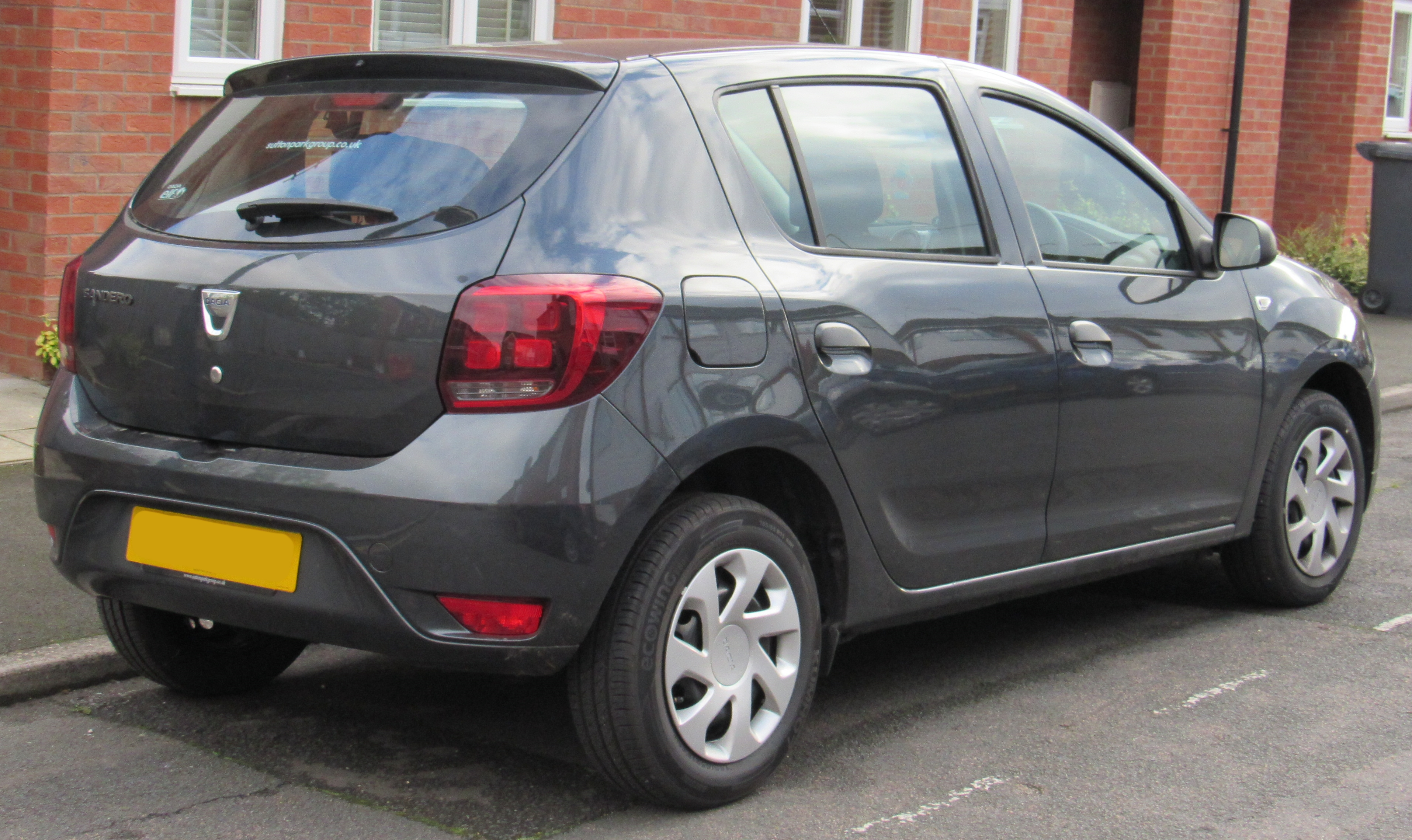
Dacia Sandero II phase 2

La gamme de moteurs/boites est reconduite à l'exception du 1.2 16V qui disparaît au profit d'un nouveau Sce de 999 cm3 développant 75 ch et 95 N m de couple (code H4D).
La palette de teintes existantes est reconduite, auquel s'ajoute le Brun Vison.
En 2019, la version Renault Sandero est restylée : elle inaugure une nouvelle signature lumineuse sur les feux avant en forme de LED ainsi que sur les feux arrière qui se coupent en deux parties à l'instar de la Mégane. Il faut souligner que ce restylage est proposé sans augmentation de tarif.

### Finitions (Gamme France)
- Sandero
- Ambiance
- Lauréate
- Stepway

#### Séries spéciales
- Urban Stepway
- Evasion

#### Séries limitées
- 15 ans (uniquement en France)[18]
- City+
- Techroad
- Evasion[19]

#### Renault Stepway
La Renault Sandero prend le nom de Stepway en Amérique du sud. Deux motorisations essence sont disponibles sur ce modèle : un 3-cylindres 1.0 de 80 ch ou un 4-cylindres 1.6 atmosphérique de 115 ch, avec une boîte de vitesses manuelle à 5 rapports.

## Version sportives

### Renault Sport
En avril 2015, Renault annonce la production d'une version Renault Sport pour l'Amérique latine. La Sandero RS est commercialisée au Brésil, puis en Argentine en 2016 mais pas en Europe. Elle est dotée du « moteur F » de 1 998 cm3 16 soupapes de type F4R. Elle est restylée en 2020
Sa production cesse fin 2021 en raison des normes antipollution mises en place au Brésil.

## Galerie

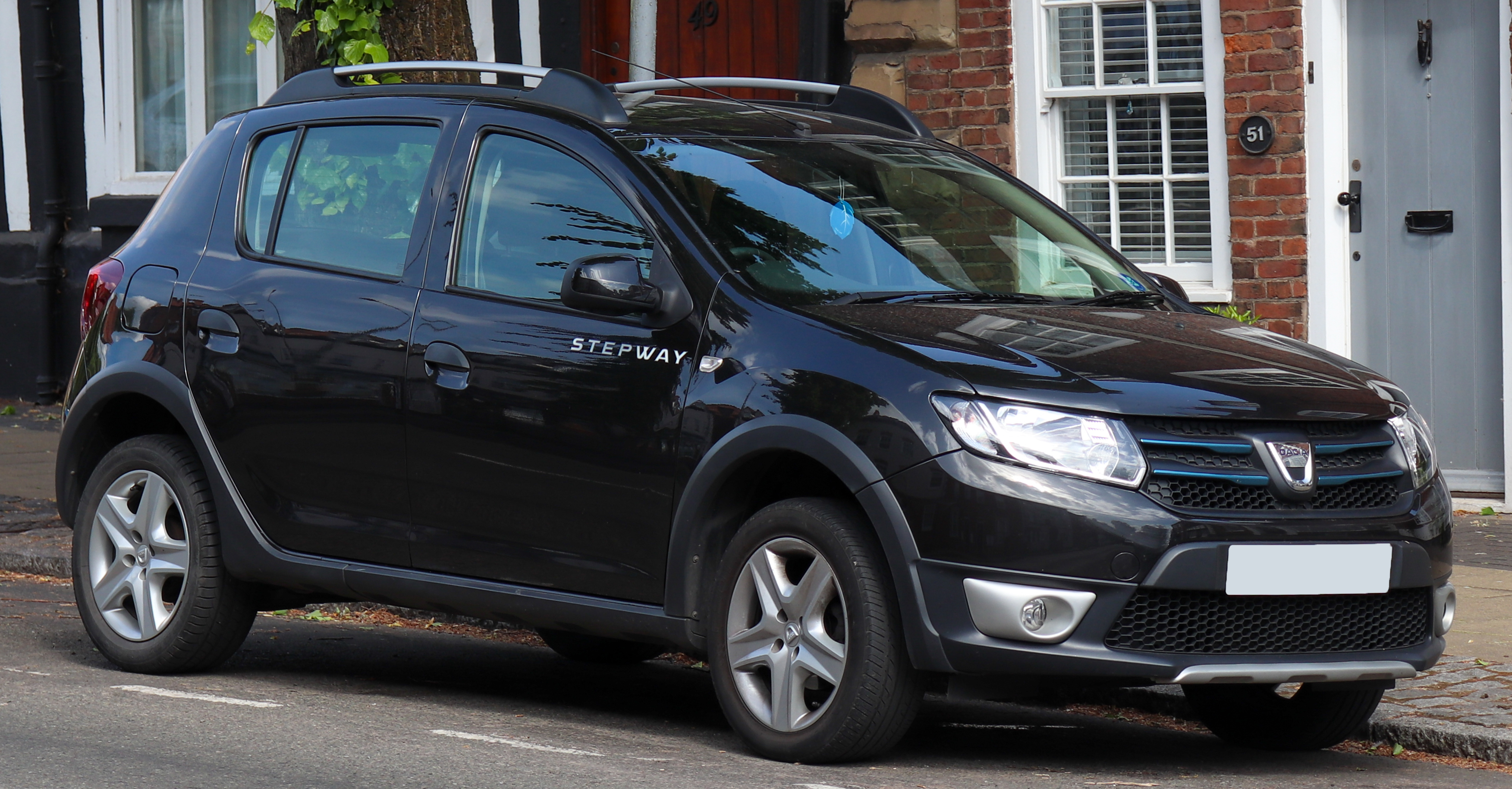
Dacia Sandero Stepway phase 1
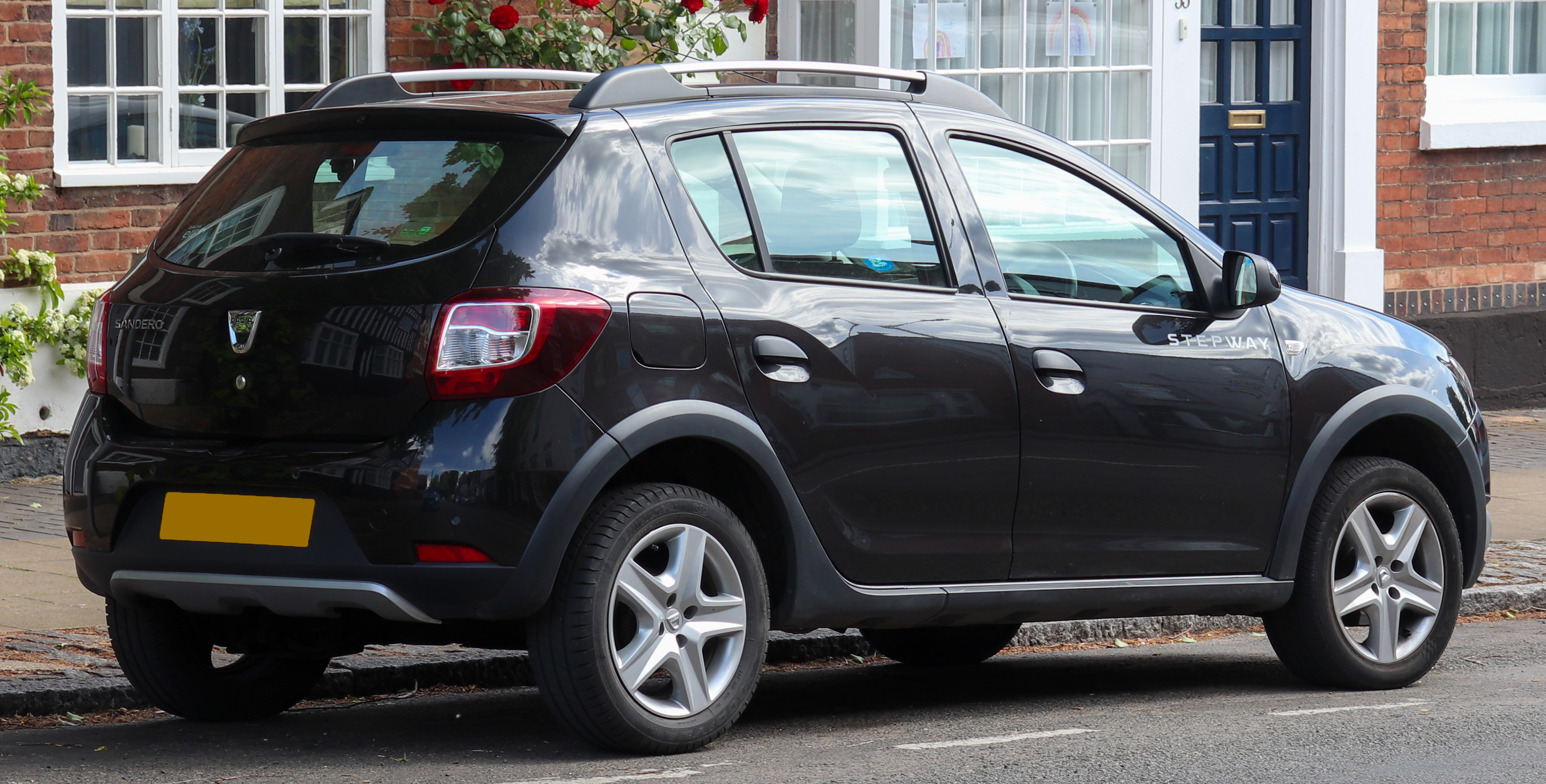
Dacia Sandero Stepway phase 1
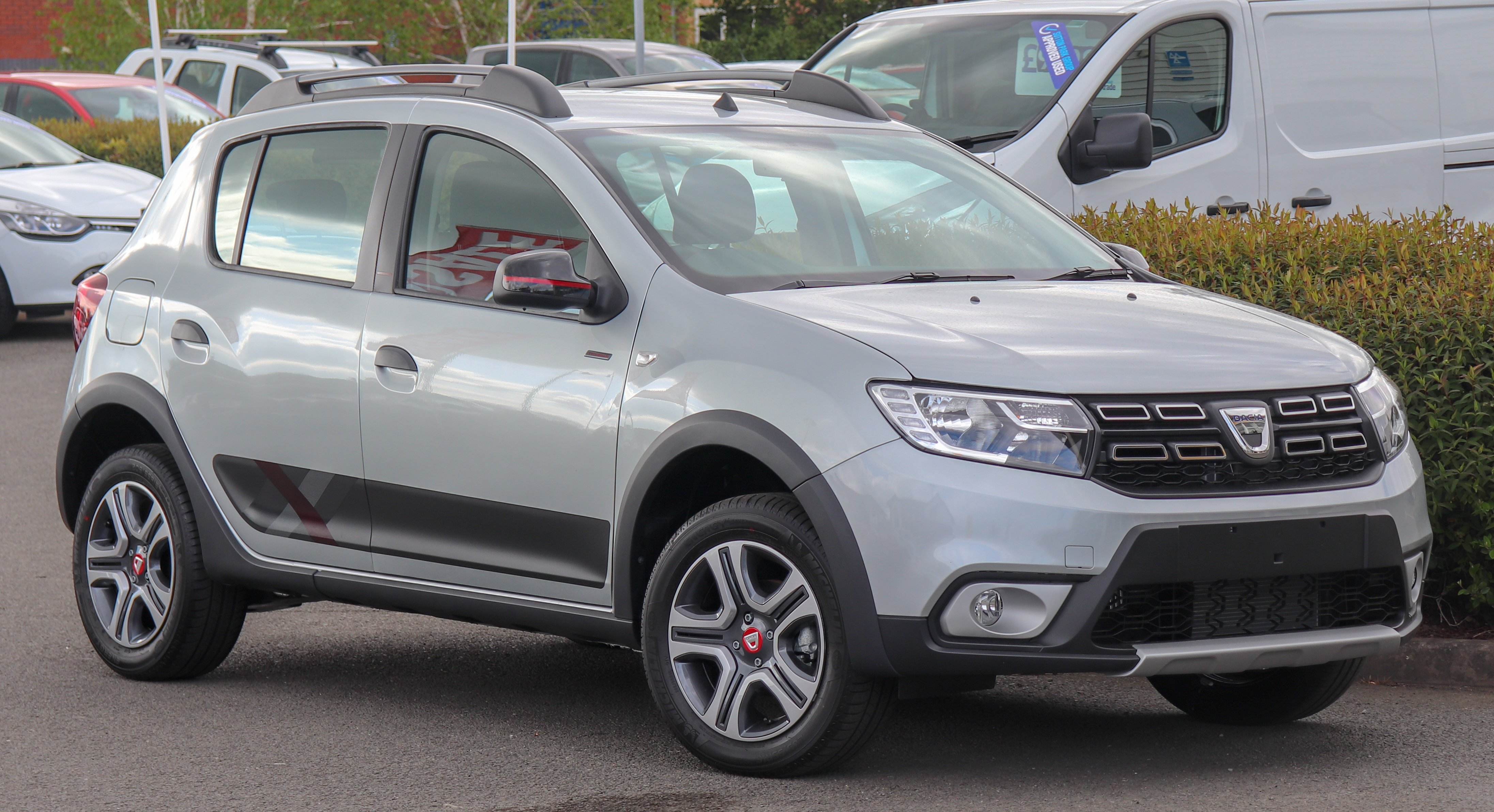
Dacia Sandero Stepway phase 2
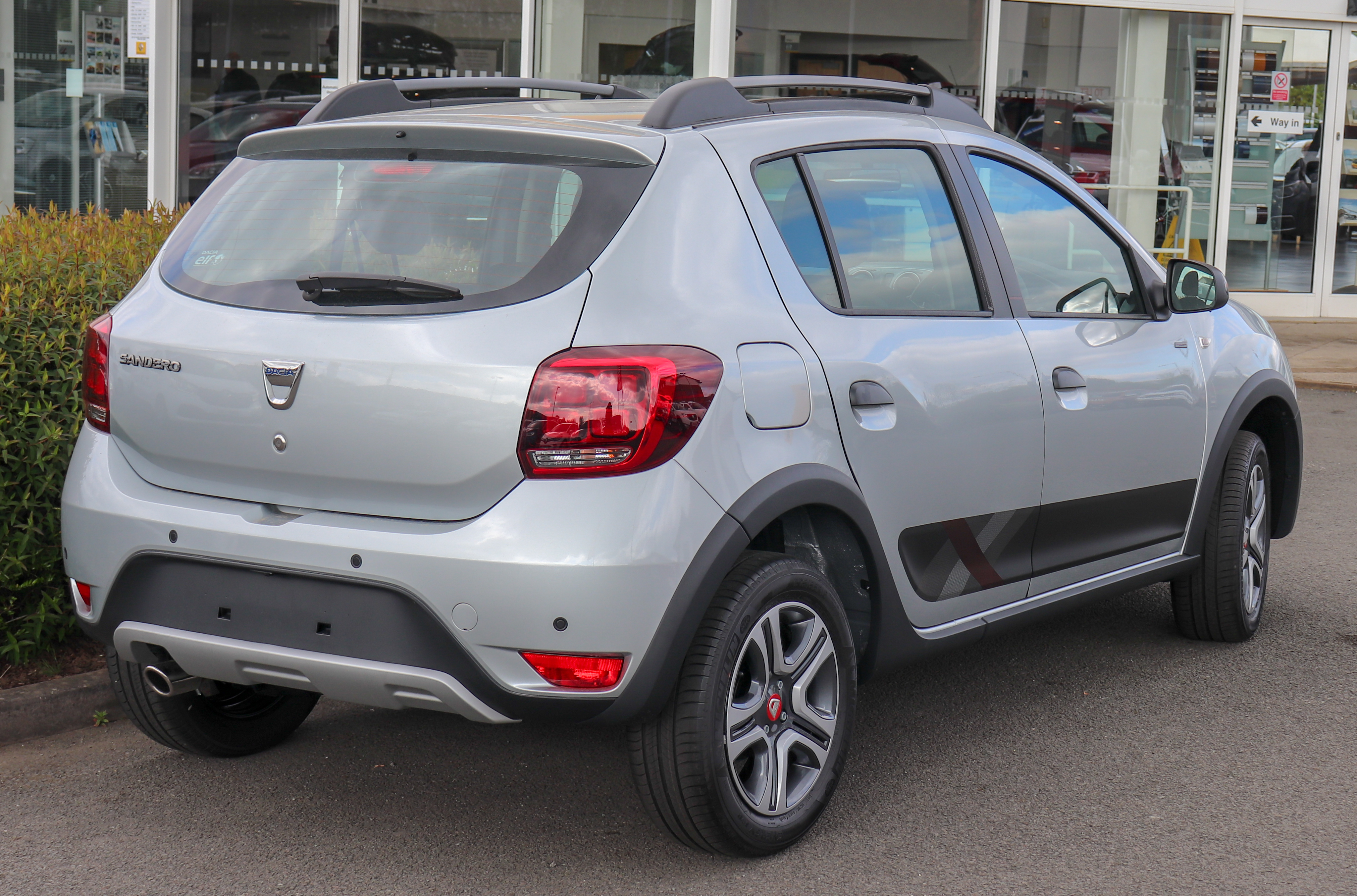
Dacia Sandero Stepway phase 2
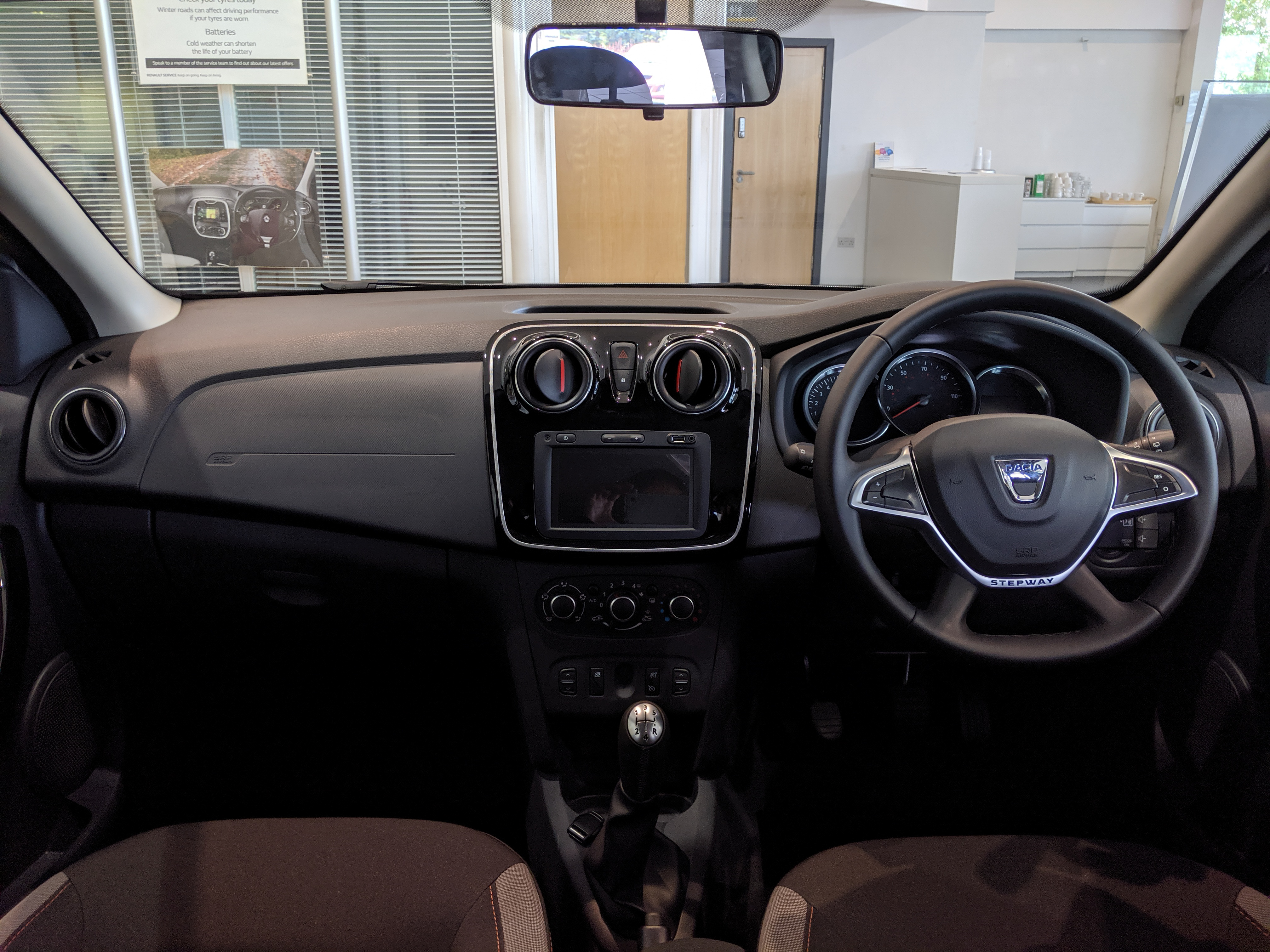
Dacia Sandero Stepway phase 2 (intérieur)
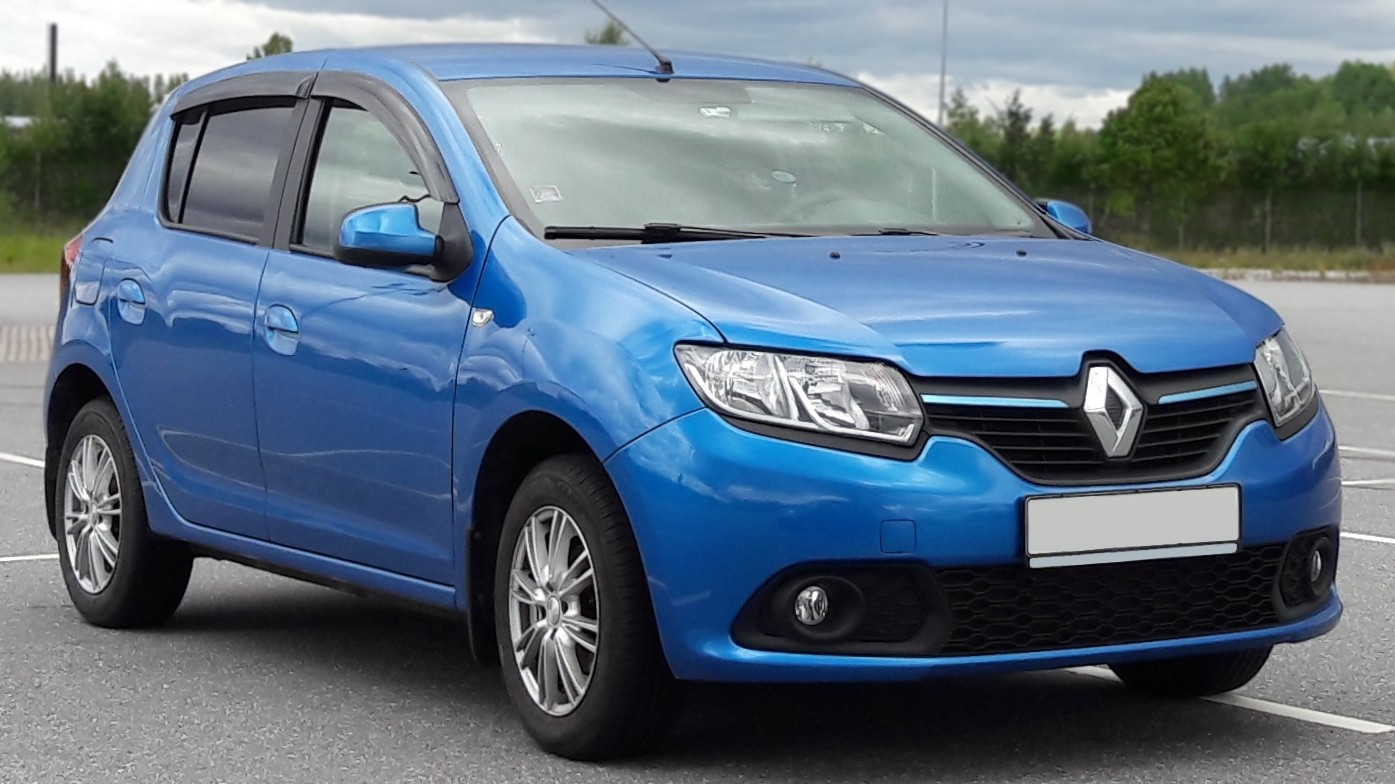
Renault Sandero phase 1 (modèle russe)
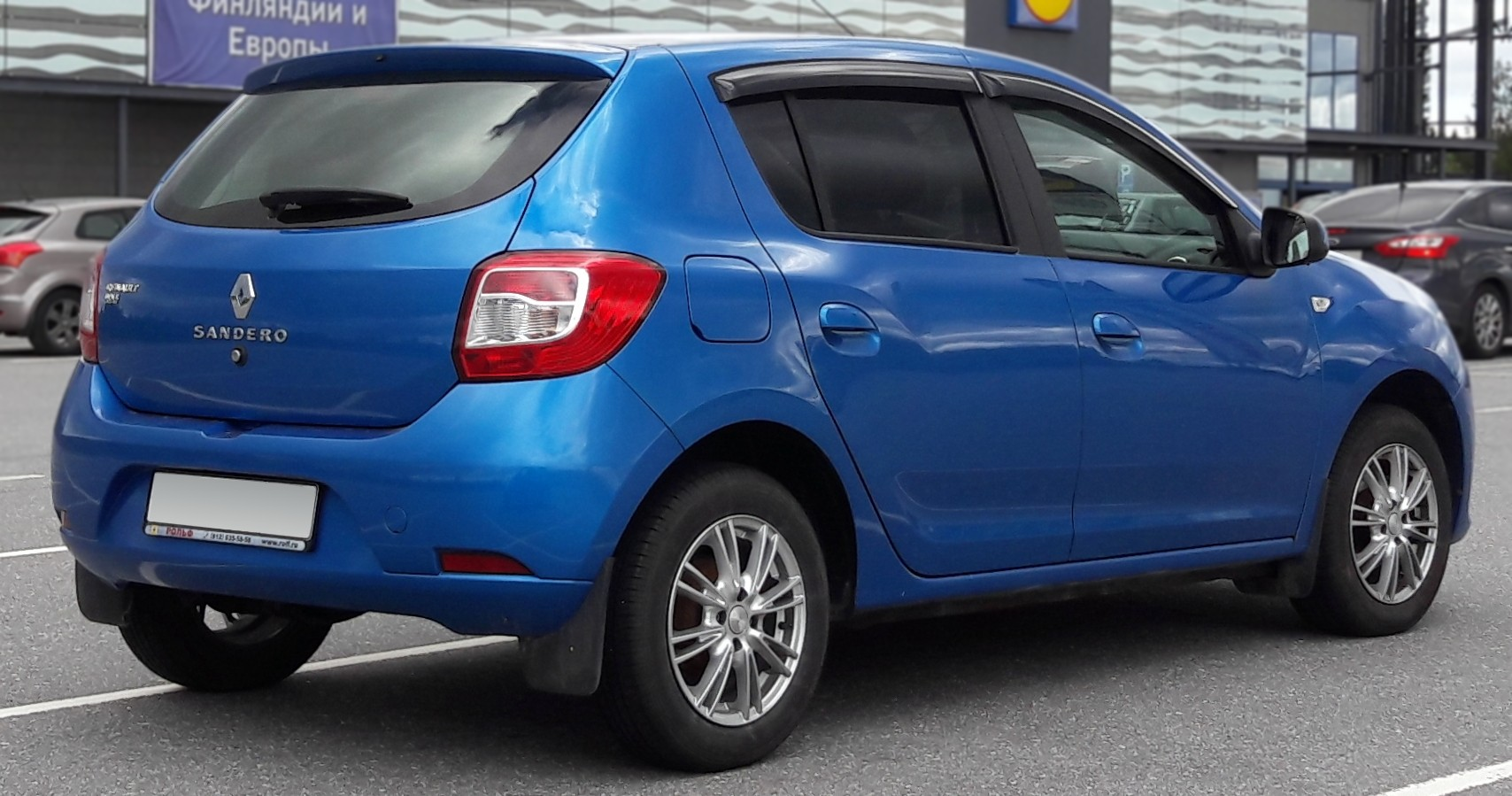
Renault Sandero phase 1 (modèle russe)
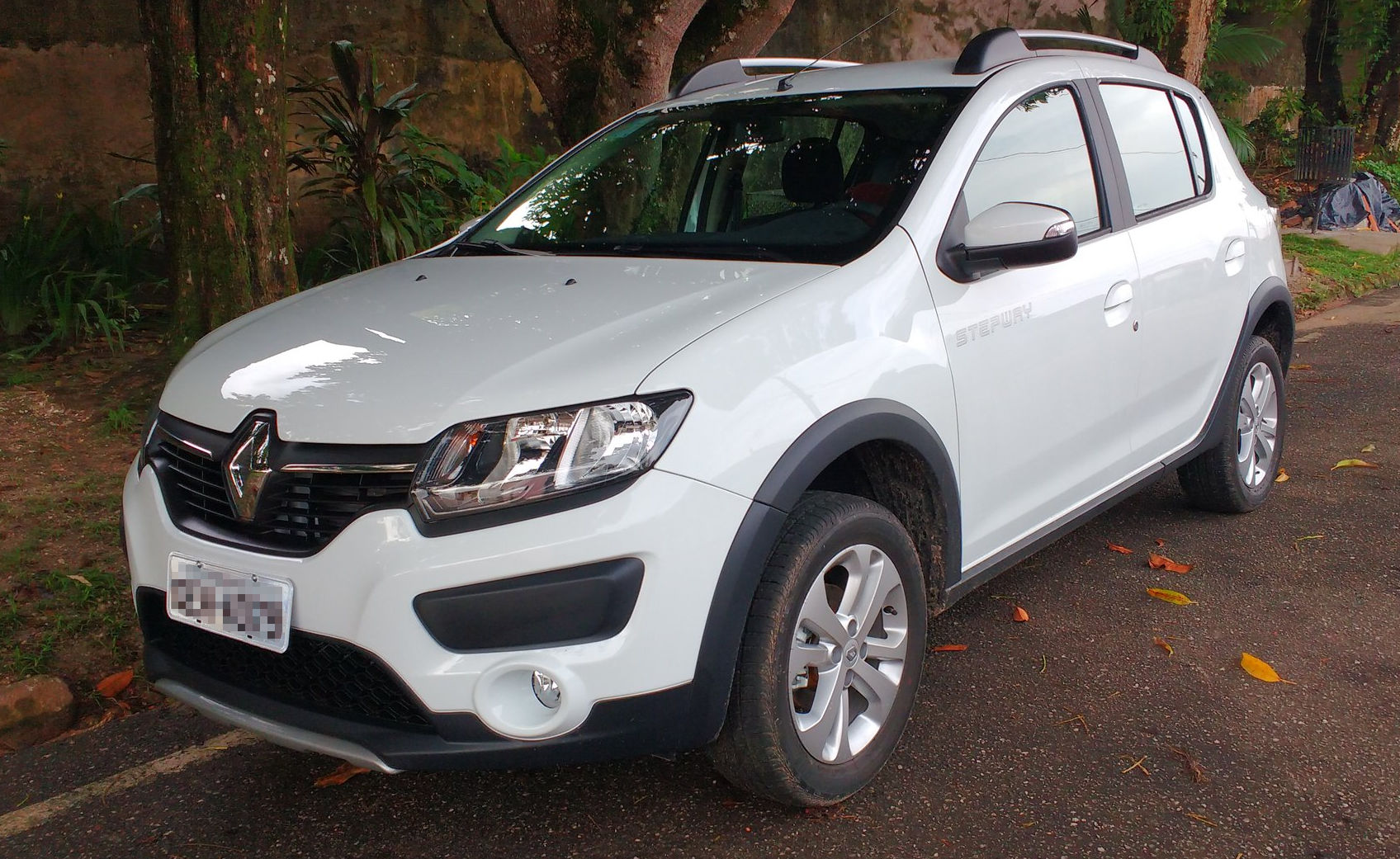
Renault Sandero Stepway phase 1 (modèle sud-américain)
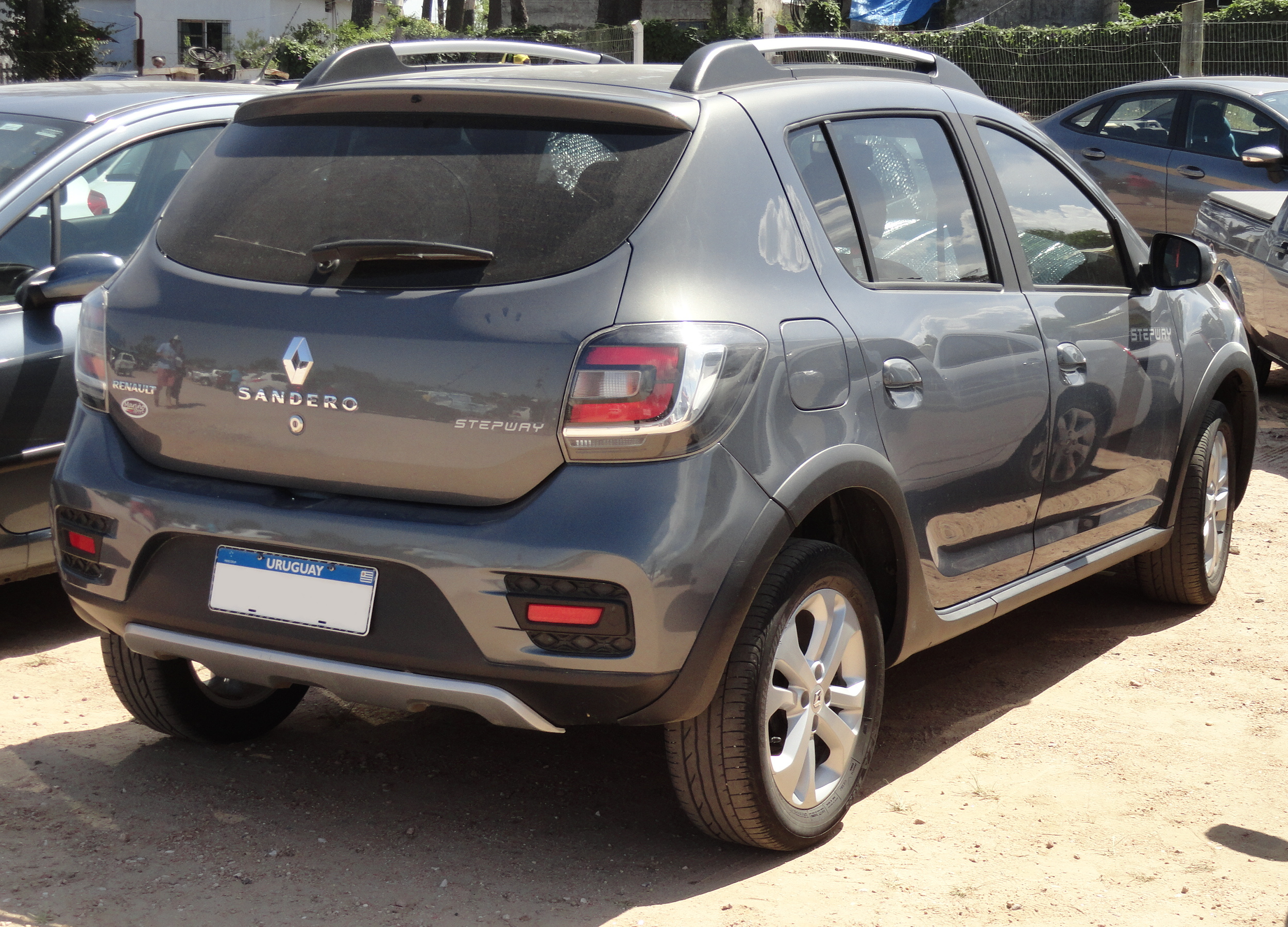
Renault Sandero Stepway phase 1 (modèle sud-américain)
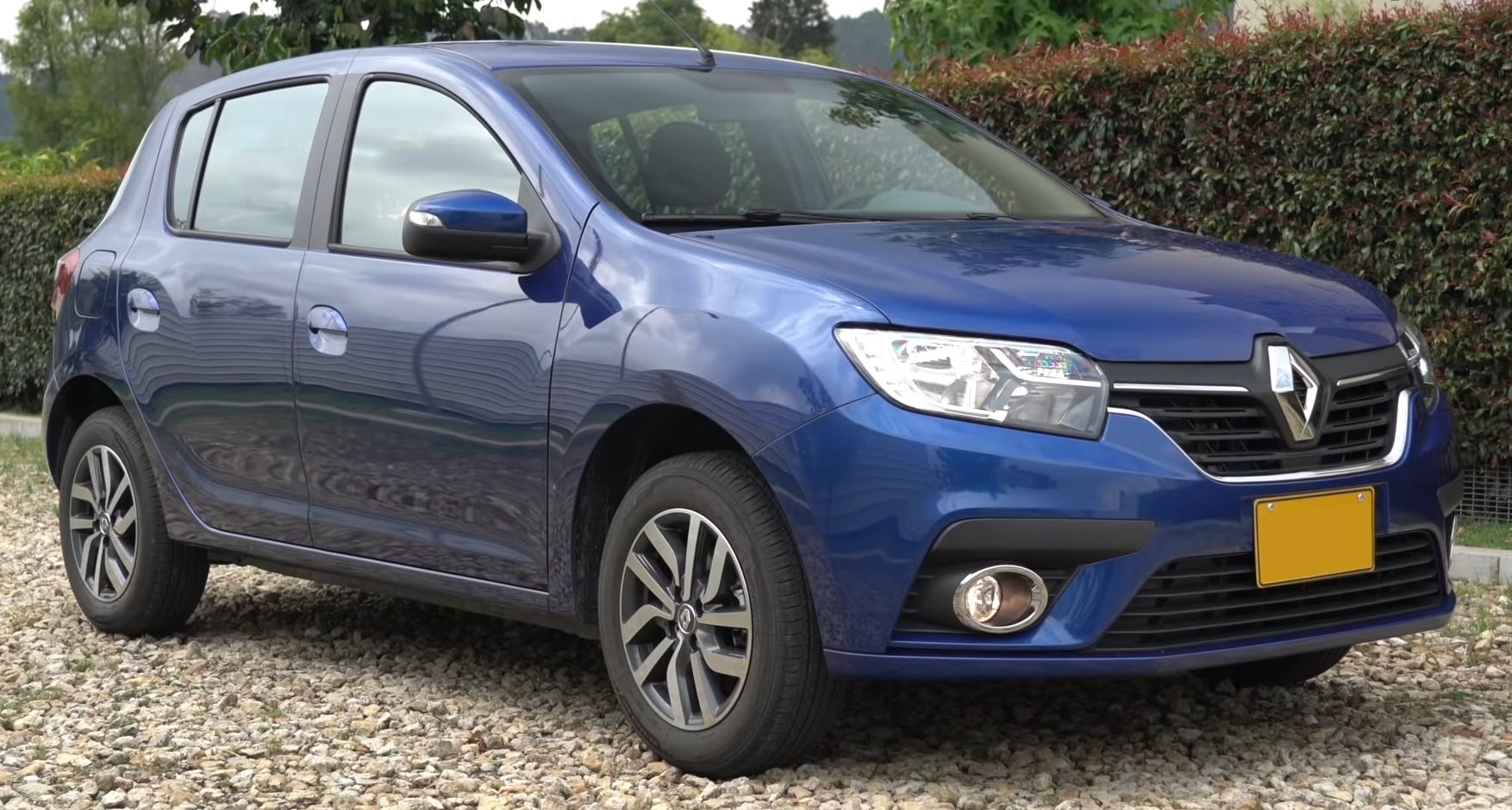
Renault Sandero phase 2 (modèle sud-américain)
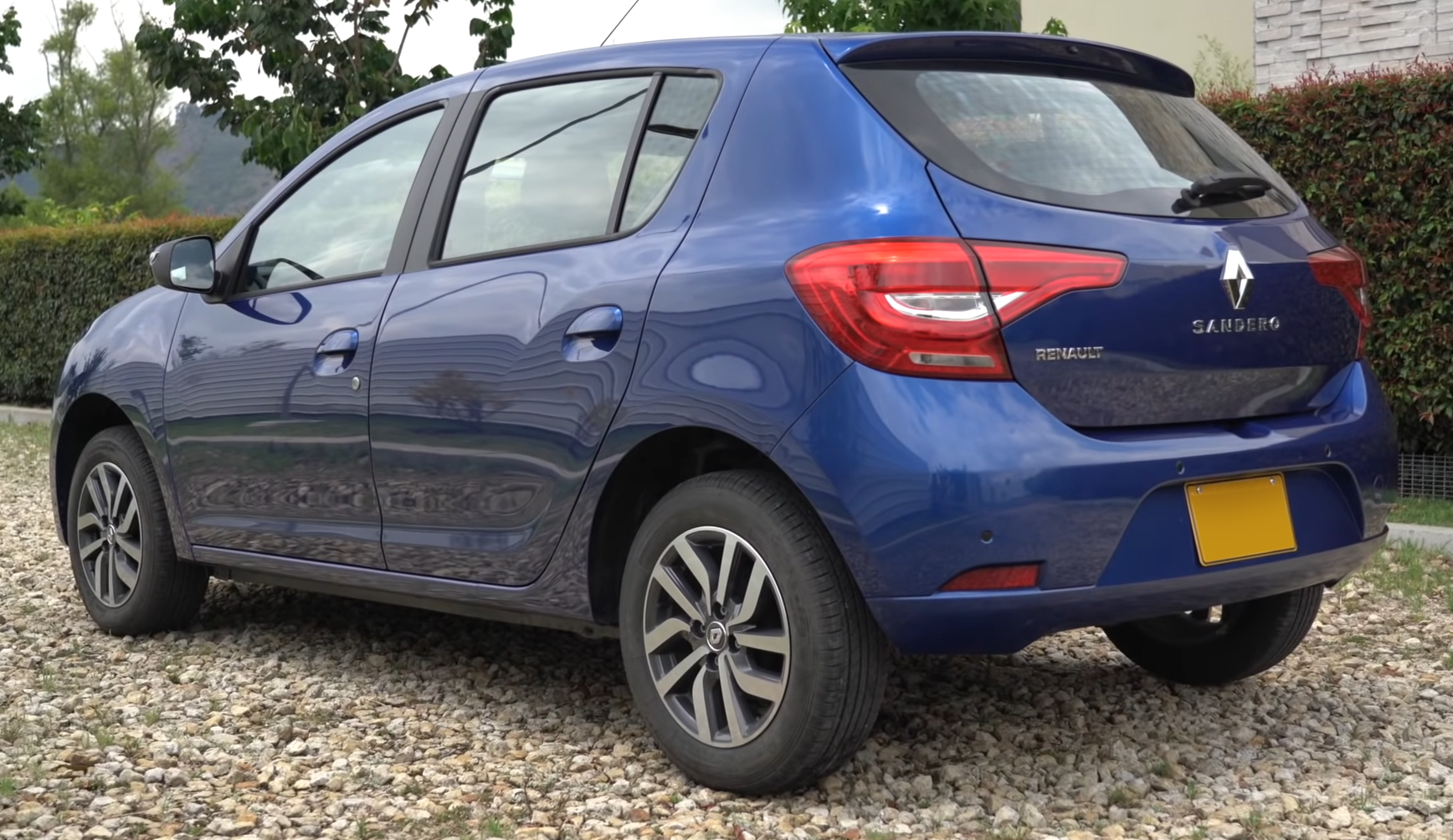
Renault Sandero phase 2 (modèle sud-américain)
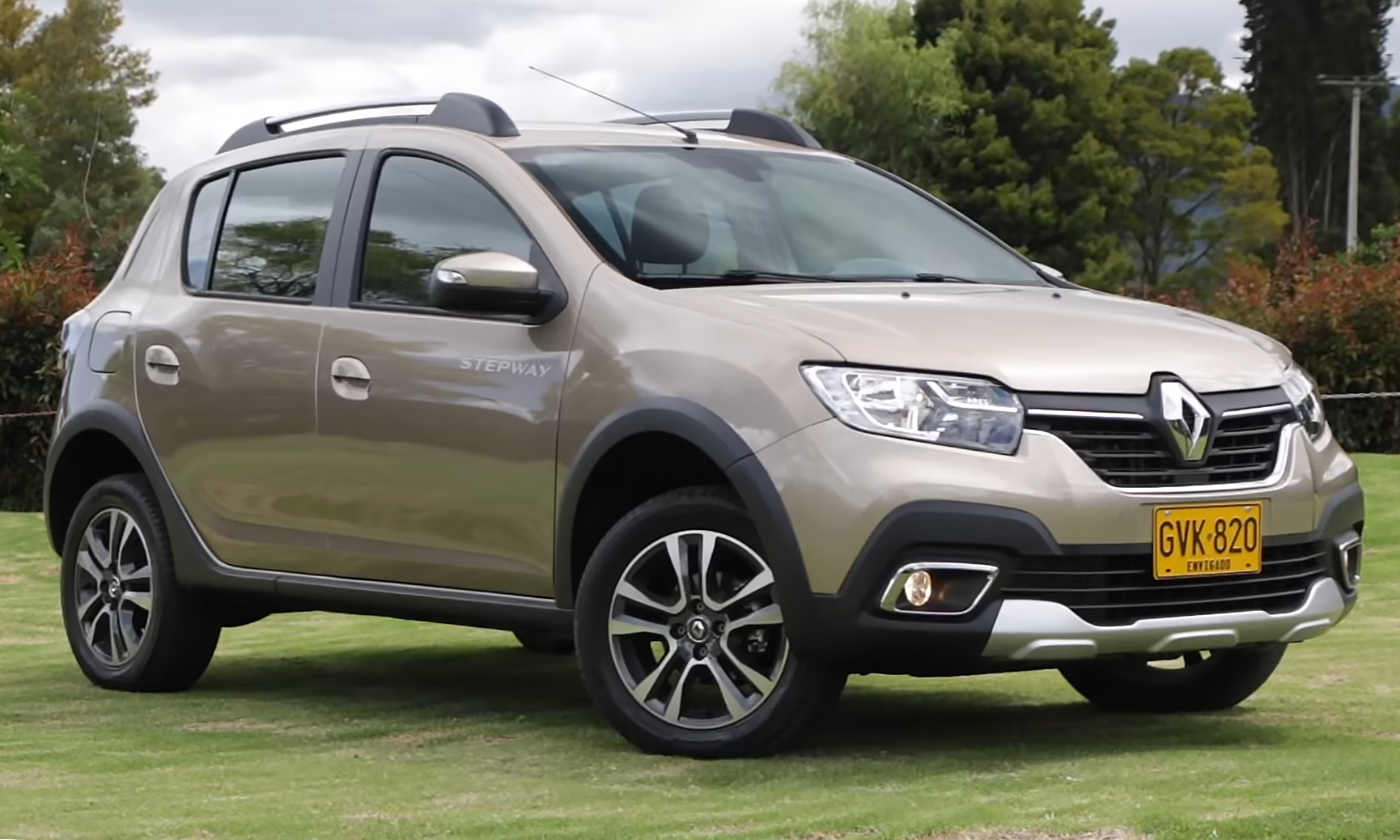
Renault Sandero Stepway phase 2 (modèle sud-américain)
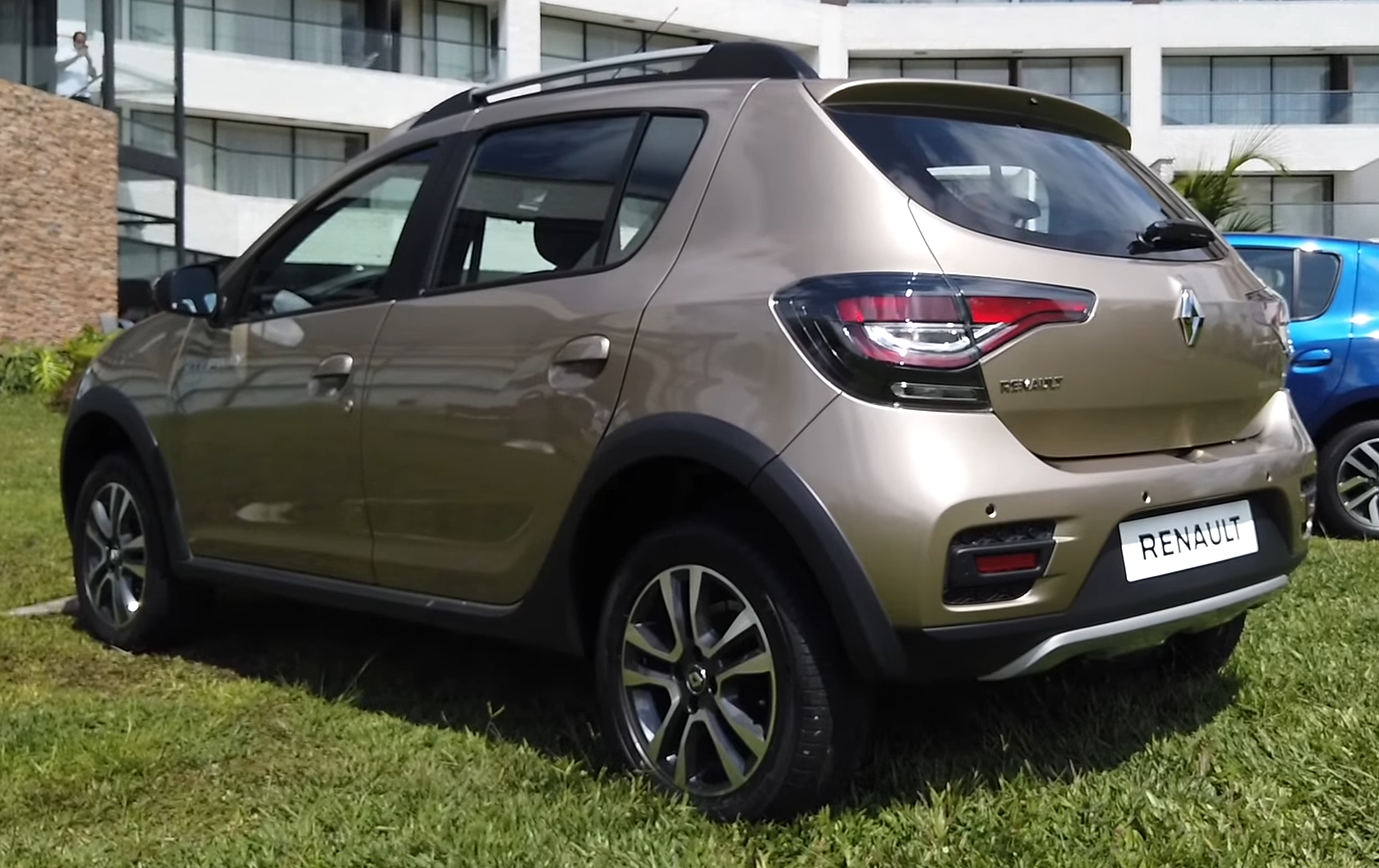
Renault Sandero Stepway phase 2 (modèle sud-américain)